# Vila Nova de São Bento
Vila Nova de São Bento era una freguesia portuguesa del municipio de Serpa, distrito de Beja.

## Historia
Fue suprimida el 28 de enero de 2013, en aplicación de una resolución de la Asamblea de la República portuguesa promulgada el 16 de enero de 2013 al unirse con la freguesia de Vale de Vargo, formando la nueva freguesia de Vila Nova de São Bento e Vale de Vargo.